# بير برينش هانسن
بير برينش هانسن (13 نوفمبر 1938 – 31 يوليو 2007) كان عالم حاسوب دنماركيًا أمريكيًا معروفًا بعمله في مجال أنظمة التشغيل والبرمجة المتزامنة والحوسبة المتوازنة والموزعة.

## قصة حياته

### بداية حياته وتعليمه
ولد بير برينش هانسن في مدينة فريدريكسبرغ الدنماركية المحاطة بمدينة كوبنهاغن العاصمة. عمل والده يورغن برينش كمهندس مدني وكان خبيرًا رائدًا في ميكانيك التربة، وأصبح لاحقًا أستاذًا في جامعة الدنمارك الفنية. كانت والدته إلزيبيث برينش هانسن (واسم عائلتها الأصلي رينغ) ابنة المؤلف الموسيقي الدنماركي أولف رينغ وعملت كمصففة شعر قبل أن تتزوج.
ارتاد برينش هانسن مدرسة القديس يورغن الثانوية ودرس فيما بعد الهندسة الكهربائية في جامعة الدنمارك الفنية حيث سعى إلى العمل في مجال «لا يزال في مراحل نموه الأولى» معتقدًا أنه «إذا كان المجال قد دخل إلى التعليم، يكون الوقت قد تأخر غالبًا على تقديم مساهمات هامة». بعد فترة دراسية تدريبية من سبعة أسابيع في مختبر هرزلي التابع لشركة آي بي إم في إنجلترا، قرر تكريس حياته المهنية للعمل على الحواسيب. ركز في البداية على بناء الحاسوب، إذ قرأ كتابًا عن مشروع ستريتش لشركة آي بي إم الذي وصف تنظيم الحاسوب من وجهة نظر مبرمج، وأدى ذلك إلى تحويل اهتمام برينش هانسن ليصبح معماري حاسوب.

## العمل لدى شركة ريغنسنترالن
بعد إتمامه شهادة الماجستير في الهندسة الكهربائية عام 1963، حصل برينش هانسن على عمل في شركة ريغنسنترالن التي كانت في ذلك الوقت معهدًا بحثيًا تحت إدارة الأكاديمية الدنماركية للعلوم التقنية، ليعمل في مجموعة المحول البرمجي تحت قيادة بيتر ناور ويورن ينسن. هناك، كان المشروع الأول الذي عمل عليه هو كتابة محلل لمحول برمجي بلغة كوبول البرمجية لكمبيوتر سيمنز 3003.

بعد ذلك، كتب برينش هانسن نظام ملفات بهدف استعماله خلال تنفيذ برامج كوبول المحولة، وتحدث عنه فيما بعد قائلًا:
«أفهم الآن أن ما برمجته كان نظام تشغيل صغيرًا في الحقيقة. لكن وفي ستينيات القرن العشرين، لم يكن الفرق بين التطبيقات اللغوية وأنظمة التشغيل مفهومًا على نحوٍ واضح».